# Sphegina hodosa
Sphegina hodosa är en tvåvingeart som beskrevs av Violovitsh 1981. Sphegina hodosa ingår i släktet midjeblomflugor, och familjen blomflugor. Inga underarter finns listade i Catalogue of Life.